# Прасувальний коток

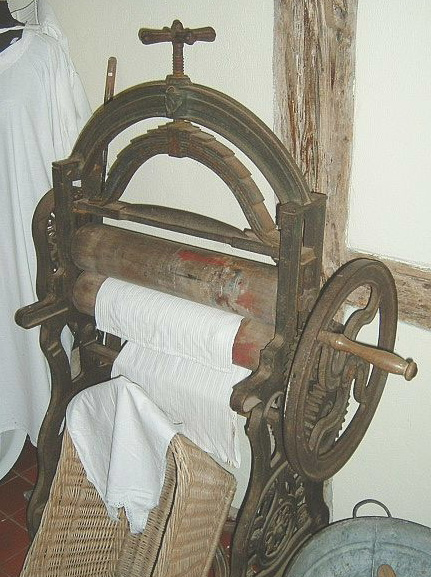
Ручний прасувальний коток

Прасувальний коток, качальня — обладнання для прасування прямої білизни (простирала, наволочки, рушники, скатертини, штори тощо).

## Історія
Попередниками прасувальних котків були звичайні качалки, на які намотували білизну і викачували її рублем із зарубками. У XVII столітті з'явилися «качальні ящики», у яких котки, що викачували білизну на рівній поверхні, обтяжувалися згори важким ящиком з камінням. Пізніше була пропонована конструкція з парних котків. З XIX століття прасувальними котками обладувалися пральні машини — для віджиму білизни і наступного прасування.

## Типи
Прасувальні котки поділяються на два основних типи: прасувальні котки з верхньою нагрівальної плитою й обертовим барабаном, обшитим жаростійким матеріалом і прасувальні котки зі сталевим шліфованим обертовим котком, який нагрівається зсередини. Білизна у зону прасування подається
стрічковими конвеєрами.

### Прасувальні котки з верхньою нагрівальної плитою
Для прасувальних котків першого типу після витискання білизни в центрифугах потрібне додаткове підсушування в сушильних барабанах до залишкової вологості близько 10-25 %. Якщо такий коток має відсмоктуючий вентилятор, вологість білизни може бути до 25 %, якщо його немає — вологість повинна бути 10-15 %.
При прасуванні білизни на цих котках якість, зручність прасування, а також продуктивність трохи нижча, ніж на котках другого типу. Однак білизна трохи швидше зношується, так як вона протягується під нерухомо встановлену прасувальну плиту.

### Прасувальні котки зі сталевим шліфованим обертовим котком
Всіх вище викладених недоліків не мають конструкції зі шліфованими сталевими обертовими котками. У котках цього типу білизна в зону прасування подається транспортером і за допомогою другого транспортера обкотується під кутом близько 300 ° навколо нагрітого до відповідної температури котка (без якогось протягування).
Пара в процесі прасування видаляється за допомогою вентилятора. На таких котках білизну можна прасувати відразу після віджимання в центрифугах або в машинах з остаточним віджиманням. Якщо білизну підсушують в сушильних барабанах, то продуктивність підвищується удвічі. Швидкість прасування на таких котках регулюється головним регулятором швидкості.
Витрата електроенергії на котках другого типу при остаточній вологості 42-50 % близько 0,65 кВт·год/кг, при вологості 20-25 % близько 0,35 кВт·год/кг.
На котках першого типу витрата електроенергії 0,33 кВт·год/кг при остаточній вологості 15-20 %.

## Розміри прасувальних котків
| Тип котка | Робоча ширина | Діаметр вала |
| --------- | ------------- | ------------ |
| Тип 1     | 1,0 — 2,0 м   | 200-350 мм   |
| Тип 2     | 1,2 — 3,2 м   | 210-600 мм   |

Прасувальні котки можуть бути з автоматизованими укладальниками або без них. Білизна повертається в бік подачі або в протилежну, залежно від конструкції котка.